# Клопиха (Архангельская область)
Клопиха — упразднённая деревня в Плесецком районе Архангельской области России. На момент упразднения входила в состав Конёвского сельсовета. Упразднена в 1975 году.

## География
Деревня располагалась на правом берегу реки Чаженьга, примерно на расстоянии 26 км (по прямой) к северо-востоку от села Конёво.

## История
По всей видимости деревня была образована в 1930-е годы, как один из производственных лесоучастков Приозерного леспромхоза. В начале 1950-х годов лесоучасток Клопиха значился в составе Красновского сельсовета Приозёрного района. К концу 1950-х годов в посёлке Клопиха действовала лесозаготовительная артель «Объединение».
В 1960 году посёлок передан в состав Конёвского сельсовета.
В соответствии с Указом Президиума Верховного Совета РСФСР от 1 февраля 1963 года Приозерный район был упразднён и территория Коневского сельсовета отошла к Каргопольскому району.
Решением Каргопольского райисполкома от 17.09.75 г. № 519 деревня Клопиха снята с учётных данных.